# Aura Carmen Răducu
Aura Carmen Răducu, née le 9 mars 1956, est une femme politique roumaine.
De novembre 2015 à avril 2016, elle est ministre des Fonds européens au sein du gouvernement Cioloș.

## Biographie
Aura Carmen Răducu est experte en finances européennes et internationales à la Banque européenne pour la reconstruction et le développement.
Le 25 avril 2016, elle démissionne de ses fonctions de ministre à la demande du Premier ministre Dacian Cioloș, celui-ci estimant que Răducu n'est pas parvenue à remplir les « objectifs fixés à court terme ».